# Condado de Caldwell (Missouri)
O Condado de Caldwell é um dos 114 condados do estado americano de Missouri. A sede do condado é Kingston, e sua maior cidade é Kingston. O condado possui uma área de 1 113 km² (dos quais 1 km² estão cobertos por água), uma população de 8 969 habitantes, e uma densidade populacional de 8 hab/km² (segundo o censo nacional de 2000). O condado foi fundado em 1836.